# Schouwen-Duiveland
Schouwen-Duiveland – miasto oraz wyspa w południowej Holandii, w prowincji Zelandia, w pobliżu granicy z Belgią. Około 32 tys. mieszkańców. Jest największym miastem na wyspie o tej samej nazwie.